# オブザーブ・アンド・レポート
『オブザーブ・アンド・レポート』（Observe and Report）は2009年に製作されたコメディ映画である。

## 概要
2009年に製作された本作。日本ではDVDリリースされたのみだが、警備員の主人公が小さな事件に対して異様に奮闘するコメディ映画である。思い込みの激しい不器用な主人公を人気コメディアンのセス・ローゲンがコミカルに演じている。そのほかの出演者には、『フィールド・オブ・ドリームス』や『ハンニバル』などで知られる演技派レイ・リオッタや、『最終絶叫計画』のアンナ・ファリス、『クラッシュ』や『ミリオンダラー・ベイビー』などのマイケル・ペーニャが顔を揃えている。

## あらすじ
ロニー（セス・ローゲン）はとあるショッピングモールの警備員。警官になることを夢見ており、ただの警備員でありながらも警官さながらの振る舞いを見せ、ことあるごとに“警部”を名乗っていた。そんなある日、平和なショッピングモールに露出狂が現れる。かなりたちが悪く駐車場中をかけまわり、レインコートを開いては道行く人に局部を見せびらかすという悪質な手口で従業員たちを震え上がらせていた。この“事件”を解決すれば警官になれると心躍らせるロニーは、同僚たちを引き連れて犯人捜査を開始する。しかし彼の奮闘も空しく、時間が経ってもそんな露出狂の重要な情報は何一つつかめなかった。しばらくした時、美人従業員のブランディ（アンナ・ファリス）がその被害に遭ってしまう。ブランディに心を寄せるロニーは、露骨に局部を見せつけられ、そのショックで泣きじゃくるブランディに犯人逮捕を約束する。ロニーは早速店内外の取締りをより一層強化。だがそんな彼の前に事件を捜査しにハリソン（レイ・リオッタ）という名の刑事がやって来る。せっかくのチャンスをハリソンに横取りされてはなるものかと、彼に対し異様なライバル心を燃やし始めるロニー。同時に警官になるための採用試験も受ける。

## スタッフ・キャスト

### 出演者
- ロニー・バーンハート：セス・ローゲン
- ハリソン刑事：レイ・リオッタ
- デニス：マイケル・ペーニャ
- ブランディ：アンナ・ファリス
- ネル：コレット・ウォルフ
- チャールズ：ジェシー・プレモンス
- サダム：アジズ・アンサリ
- ロニーの母：セリア・ウェストン
- ジョン・ユエン：ジョン・ユアン
- マット・ユエン：マシュー・ユアン
- 麻薬常習者：ダニー・マクブライド

### スタッフ
- 監督：ジョディ・ヒル
- 製作：ドナルド・デ・ライン
- 製作総指揮：アンドリュー・ハース、マーティ・ユーイング、ほか
- 脚本：ジョディ・ヒル
- 音楽：ジョゼフ・スティーヴンス
- 撮影：ティム・オアー
- 編集：ゼン・ベイカー